# Verdens rigeste personer
Verdens rigeste personer er en international liste over de personer i verden, der har den største kendte formue. Flere forskellige organisationer beregner og offentliggør sådanne lister. En af de grundigste og mest citerede lister er det amerikanske erhvervsmagasin Forbes' årlige liste The World's Billionaires, der offentliggøres hvert år i marts/april måned.

## Verdens rigeste personer 2025
Forbes offentliggjorde første gang sin rangliste over dollarmilliardærer i marts 1987. Nettoformuen for hvert enkelt person er beregnet på baggrund af blandt andet informationer fra diverse regnskaber samt værdien af personernes dokumenterede aktiver og gældsforpligtigelser. Monarker og diktatorer er ekskluderet fra listen, som følge af stor usikkerhed vedrørende blandt andet ejerskab over enkelte aktiver.
2025-udgaven, som er den 39. udgave af Forbes' liste, opremser 3.028 dollarmilliardærer med en samlet nettoformue på $16,1 billioner. Det er 247 flere milliardærer og en stigning i deres samlede formue på $1,9 billioner sammenlignet med 2024. 2025-listen er den første liste siden 1992, hvor Bill Gates ikke var med på top-ti-listen over milliardærer. Opgørelsen bygger på aktie- og valutakurser fra 7. marts 2025.
| No. | Navn                     | Nettoformue (USD) | Alder | Statsborgerskab | Vigtigste formuekilde |
| --- | ------------------------ | ----------------- | ----- | --------------- | --------------------- |
| 1   | Elon Musk                | $342 billion      | 53    | USA             | Tesla, SpaceX         |
| 2   | Mark Zuckerberg          | $216 billion      | 40    | USA             | Meta Platforms        |
| 3   | Jeff Bezos               | $215 billion      | 61    | USA             | Amazon                |
| 4   | Larry Ellison            | $192 billion      | 80    | USA             | Oracle Corporation    |
| 5   | Bernard Arnault & family | $178 billion      | 76    | Frankrig        | LVMH                  |
| 6   | Warren Buffett           | $154 billion      | 94    | USA             | Berkshire Hathaway    |
| 7   | Larry Page               | $144 billion      | 52    | USA             | Google                |
| 8   | Sergey Brin              | $138 billion      | 51    | USA             | Google                |
| 9   | Amancio Ortega           | $124 billion      | 89    | Spanien         | Inditex, Zara         |
| 10  | Steve Ballmer            | $118 billion      | 69    | USA             | Microsoft             |

De fem bedst placerede på Forbes' liste i nogle tidligere år kan findes i nedenstående tabel:
| Årstal | Nr. 1 | Nr. 1 | Nr. 1                                                           | Nr. 2 | Nr. 2 | Nr. 2                                                           | Nr. 3 | Nr. 3 | Nr. 3                                                  | Nr. 4 | Nr. 4 | Nr. 4                                                  | Nr. 5 | Nr. 5 | Nr. 5                                                 |
| ------ | ----- | ----- | --------------------------------------------------------------- | ----- | ----- | --------------------------------------------------------------- | ----- | ----- | ------------------------------------------------------ | ----- | ----- | ------------------------------------------------------ | ----- | ----- | ----------------------------------------------------- |
| 2022   |       |       | Elon Musk · $219 mia · (Tesla, Inc., SpaceX, PayPal)            |       |       | Jeff Bezos · $177 mia · (Amazon.com, Inc.)                      |       |       | Bernard Arnault & familie · $158 mia · (Louis Vuitton) |       |       | Bill Gates · $129 mia · (Microsoft)                    |       |       | Warren Buffett · $118 mia · (Berkshire Hathaway Inc.) |
| 2021   |       |       | Jeff Bezos · $177 mia · (Amazon.com, Inc.)                      |       |       | Elon Musk · $151 mia · (Tesla, Inc., SpaceX, PayPal)            |       |       | Bernard Arnault & familie · $150 mia · (Louis Vuitton) |       |       | Bill Gates · $124 mia · (Microsoft)                    |       |       | Mark Zuckerberg · $97 mia · (Meta Platforms)          |
| 2020   |       |       | Jeff Bezos · $113 mia · (Amazon.com, Inc.)                      |       |       | Bill Gates · $98 mia · (Microsoft)                              |       |       | Bernard Arnault & familie · $76 mia · (Louis Vuitton)  |       |       | Warren Buffett · $67,5 mia · (Berkshire Hathaway Inc.) |       |       | Larry Ellison · $59 mia · (Oracle Corporation)        |
| 2019   |       |       | Jeff Bezos · $131 mia · (Amazon.com, Inc.)                      |       |       | Bill Gates · $96,5 mia · (Microsoft)                            |       |       | Warren Buffett · $82,5 mia · (Berkshire Hathaway Inc.) |       |       | Bernard Arnault & familie · $76 mia · (Louis Vuitton)  |       |       | Carlos Slim · $64 mia · (América Móvil & Grupo Carso) |
| 2018   |       |       | Jeff Bezos · $112 mia · (Amazon.com, Inc.)                      |       |       | Bill Gates · $90 mia · (Microsoft)                              |       |       | Warren Buffett · $84 mia · (Berkshire Hathaway Inc.)   |       |       | Bernard Arnault & familie · $72 mia · (Louis Vuitton)  |       |       | Mark Zuckerberg · $71 mia · (Meta Platforms)          |
| 2017   |       |       | Bill Gates · $90 mia · (Microsoft)                              |       |       | Warren Buffett · $86 mia · (Berkshire Hathaway Inc.)            |       |       | Jeff Bezos · $72,8 mia · (Amazon.com, Inc.)            |       |       | Amancio Ortega · $71,3 mia · (Inditex & Zara)          |       |       | Mark Zuckerberg · $56 mia · (Meta Platforms)          |
| 2016   |       |       | Bill Gates · $75 mia · (Microsoft)                              |       |       | Amancio Ortega · $67,0 mia · (Inditex & Zara)                   |       |       | Warren Buffett · $60,8 mia · (Berkshire Hathaway Inc.) |       |       | Carlos Slim · $50 mia · (América Móvil & Grupo Carso)  |       |       | Jeff Bezos · $45,2 mia · (Amazon.com, Inc.)           |
| 2015   |       |       | Bill Gates · $79,2 mia · (Microsoft)                            |       |       | Carlos Slim · $77,1 mia · (América Móvil & Grupo Carso)         |       |       | Warren Buffett · $72,7 mia · (Berkshire Hathaway Inc.) |       |       | Amancio Ortega · $64,5 mia · (Inditex & Zara)          |       |       | Larry Ellison · $54,3 mia · (Oracle Corporation)      |
| 2014   |       |       | Bill Gates · $76 mia · (Microsoft)                              |       |       | Carlos Slim & familie · $72 mia · (América Móvil & Grupo Carso) |       |       | Amancio Ortega · $64 mia · (Inditex & Zara)            |       |       | Warren Buffett · $58,2 mia · (Berkshire Hathaway Inc.) |       |       | Larry Ellison · $48 mia · (Oracle Corporation)        |
| 2013   |       |       | Carlos Slim & familie · $73 mia · (América Móvil & Grupo Carso) |       |       | Bill Gates · $67 mia · (Microsoft)                              |       |       | Amancio Ortega · $57 mia · (Inditex & Zara)            |       |       | Warren Buffett · $53,5 mia · (Berkshire Hathaway Inc.) |       |       | Larry Ellison · $43 mia · (Oracle Corporation)        |

## Bloombergs liste over verdens rigeste personer 2022
Det finansielle nyhedsbureau Bloomberg offentliggør dagligt sin egen liste over verdens 500 rigeste personer. Listen opdateres ved afslutningen af handelsdagen på børsen i New York. Nedenstående liste viser de øverstplacerede på en uspecificeret dato i december 2022. Bernard Arnault, grundlægger af LVMH, indtager førstepladsen som den rigeste mand i verden på dette tidspunkt med en formue på over $180 milliarder.
| Nr. | Navn            | Nettoformue (USD) | Alder | Nationalitet | Kilder                  |
| --- | --------------- | ----------------- | ----- | ------------ | ----------------------- |
| 1   | Bernard Arnault | $181 milliarder   | 73    | Frankrig     | LVMH                    |
| 2   | Elon Musk       | $156 milliarder   | 51    | USA          | Tesla Inc, SpaceX       |
| 3   | Gautam Adani    | $127 milliarder   | 60    | Indien       | Adani Group             |
| 4   | Jeff Bezos      | $110 milliarder   | 58    | USA          | Amazon.com              |
| 5   | Warren Buffett  | $107 milliarder   | 92    | USA          | Berkshire Hathaway      |
| 6   | Bill Gates      | $104 milliarder   | 67    | USA          | Microsoft Windows       |
| 7   | Larry Ellison   | $103 milliarder   | 78    | USA          | Oracle Corporation      |
| 8   | Mukesh Ambani   | $91 milliarder    | 65    | Indien       | Reliance Industries Ltd |
| 9   | Carlos Slim     | $82 milliarder    | 82    | Mexico       | Fundación Carlos Slim   |
| 10  | Steve Ballmer   | $80 milliarder    | 66    | USA          | Microsoft Windows       |